# Foljan - Sredipolje
Foljan - Sredipolje (italijansko Fogliano Redipuglia, bizjaško Foian Redipuia, furlansko Foian Redipulie) je razpršena italijanska občina  z 2.977 prebivalci v Furlaniji - Julijski krajini v Goriški pokrajini. V Sredipolju je monumentalno vojaško pokopališče, s kostnico padlim italijanskim vojakom v prvi svetovni vojni. Kraj je v preteklosti nosil tudi ime Rodopolje. Občinsko ozemlje, ki leži na levem bregu reke Soče, se razprostira na prvih pričetkih kraške planote. Kraj leži približno 35 kilometrov severozahodno od Trsta in približno 13 kilometrov jugozahodno od Gorice. Nahaja se na ozemlju Bizjakarije. 

## Izvor imena
Toponim Foljan (Fogliano) verjetno izhaja iz latinskega Folianus (svojinska pridevniška tvorba iz Folius + anus ), toponim Redipuglia izhaja iz latinskega praedium Pullianum ali iz zgodnjesrednjeveškega slovanskega Rodopolja (kasneje v pisnih virih Radopolia , kar pomeni obdelano polje). Teoretsko lahko izhaja iz predhodnega latinskega imena, iz katerega tudi sodobna slovenščina Sredipolje, medtem ko je Polazzo staroslovanskega izvora iz besede pole (sodobno slovensko polje) in pomeni tistega, ki ima polja; latinski pisarji fevdnih posestnikov vas v starih listinah omenjajo kot Palatium ali Palaz .
Občina je imela leta 1849 upravno avtonomijo (ki je začela veljati leta 1852) in se je imenovala Tržiški Foljan (Fogliano di Monfalcone). To ime je ohranila do leta 1939, ko je po prvi svetovni vojni, po izgradnji monumentalnega vojaškega svetišča, Sredipolje (Redipuglia) zaslovela, zato je občinska uprava zahtevala, da se to ime uradno pojavi poleg imena glavnega kraja, kar se je zgodilo s kraljevim odlokom.

## Spominsko obeležje in kostnica
Kostnica v Sredipolju je najbolj znan in veličasten italijanski spominski kompleks, posvečen več kot 100.000 italijanskim vojakom 3. armade, ki so v prvi svetovni vojni padli na kraškem bojišču Soške fronte. Kostnica je bila dokončana leta 1938 po načrtih arhitekta Giovannija Greppija in kiparja Giannina Castiglionija. Kostnica je velikansko stopnišče, na vrhu katerega stojijo trije visoki kamniti križi, kapelica in vojaška opazovalnica. Na začetku stopnišča, simbolično pa na čelu svoje armade, stoji grob poveljnika 3. armade princa Emanuela Filiberta Savojskega, drugega vojvode Aoste, ki je obkrožen z žarami štirih generalov. Prostor je simbolično ograjen z verigo torpedovke Grado. Na vrhu griča je več peš poti, ki se vijejo po strelskih jarkih, prepletenimi z bodečo žico.
Kilometer dalje od italijanske kostnice v smeri proti Foljanu je pokopališče z ostanki 14.550 avstro-ogrskih vojakov.

## Naselja v občini
Občino Foljan – Sredipolje sestavljajo tri naselja:
| - Foljan (Fogliano), sedež občine, - Sredipolje (Redipuglia), - Polače (Polazzo), |

## Znamenitosti in spomeniki
- Italijansko vojaško pokopališče v Sredipolju
- Cerkev sv. Elizabete v Foljanu